# Stefan Ambrosius
Stefan Ambrosius (* 1976 in Trier, Rheinland-Pfalz) ist ein deutscher Tubist.

## Leben
Im Alter von 12 Jahren bekam er den ersten Tenorhorn-Unterricht von seinem Vater, wechselte mit 16 Jahren auf die Tuba. Sein Musikstudium nahm er bei Lennart Nord in Saarbrücken 1999 auf und studierte dann bei Stefan Heimann in Stuttgart, wo er 2005 mit dem Diplom abschloss.
Als Student war er Mitglied der Jungen Deutschen Philharmonie und der Internationalen Bachakademie Stuttgart und hatte einen Zeitvertrag an der Staatsoper Stuttgart (2001 bis 2005) inne. Als Aushilfe gastierte er u. a. bei den Wiener Philharmonikern unter Riccardo Muti, den Münchner Philharmonikern unter Christian Thielemann und dem Symphonieorchester des Bayerischen Rundfunks, sowie an zahlreichen Opernhäusern in Deutschland. Seit 2005 hat er ein festes Engagement an der Bayerischen Staatsoper in München. Im Jahr 2011 ist er außerdem Mitglied des Orchesters der Bayreuther Festspiele. 
An der Musikhochschule Stuttgart hatte er von 2006 bis 2015 einen Lehrauftrag.
Neben der Orchestertätigkeit war er kammermusikalisch aktiv, etwa als festes Mitglied des Ludwigsburger Blechbläserquintetts (LBQ) und als Gast des Ensembles HR-Brass. Bei German Brass ist er seit 2007 festes Mitglied. Er ist außerdem Mitglied von Operabrass.
Als Mitglied des Ludwigsburger Blechbläserquintetts machte er mehrere CD-Aufnahmen. Bei German Brass nahm er die CDs In Concert, Fascination Bach, Celebrating Wagner, Fantastic Moments, Bach on Brass und Rhapsody auf.
Mit German Brass tritt Stefan Ambrosius als Solo-Tubist bei renommierten Musikfestivals auf. Im Sommer 2008 gastierte er als Solo-Tubist von German Brass beim Flandern-Festival in Belgien.
2016 erhielt er zusammen mit dem Blechbläserensemble German Brass den Echo Klassik in der Kategorie Ensemble/Orchester.

## Rezeption
Das SR 2 Kulturradio des Saarländischen Rundfunks porträtierte Stefan Ambrosius 2007 in der Sendung AprèsMidi – Klassik am Nachmittag.